# Miconia heliotropoides
Miconia heliotropoides är en tvåhjärtbladig växtart som beskrevs av José Jéronimo Triana. Miconia heliotropoides ingår i släktet Miconia och familjen Melastomataceae. Inga underarter finns listade i Catalogue of Life.